# Rissoinidae
Rissoinidae is een familie van weekdieren uit de klasse van de Gastropoda (slakken).

## Taxonomie
De volgende geslachten zijn bij de familie ingedeeld:
- Ailinzebina Ladd, 1966
- Apataxia Laseron, 1956
- † Bralitzia Gründel, 1998
- † Buvignieria Cossmann, 1921
- Chiliostigma Melvill, 1918
- † Hudlestoniella Cossmann, 1909
- Lamellirissoina Kuroda & Habe, 1991
- Moerchiella G. Nevill, 1885
- † Ottoina Harris & Palmer, 1947
- Parazebinella Boettger, 1893
- Phosinella Mörch, 1876
- Rissoina d'Orbigny, 1840
- Rissoinella Oyama in Taki & Oyama, 1954
- Sulcorissoina Kosuge, 1965
- Zebinella Mörch, 1876